# Монте-Компатрі
Монте-Компатрі (італ. Monte Compatri) — муніципалітет в Італії, у регіоні Лаціо,  метрополійне місто Рим-Столиця.
Монте-Компатрі розташоване на відстані близько 24 км на південний схід від Рима.
Населення — 11 923 особи (2014).

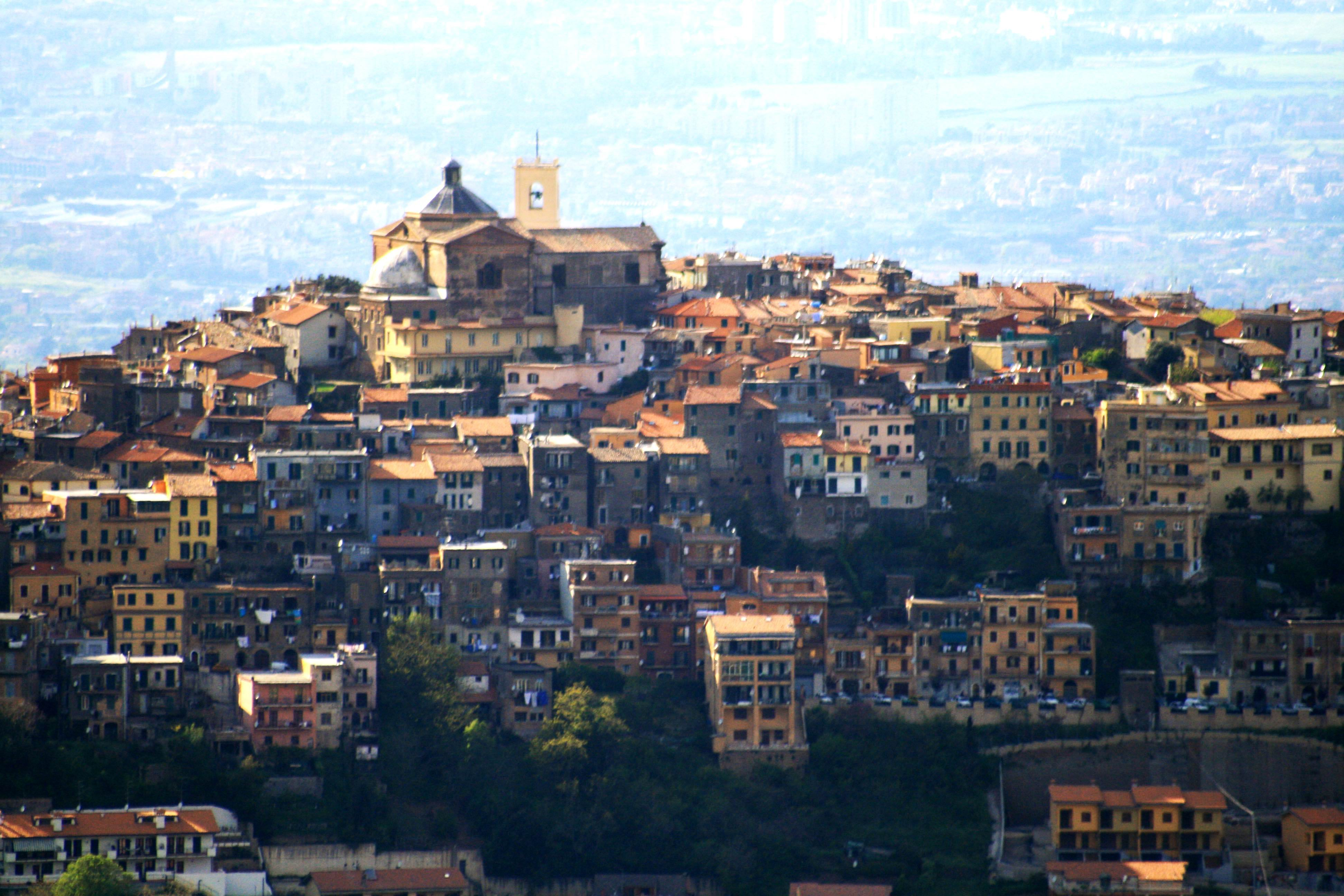

Щорічний фестиваль відбувається 19 березня. Покровитель — San Giuseppe.

## Демографія
Населення за роками:

Станом на 1 січня 2023 року в муніципалітеті офіційно проживали 1544 іноземці з 67 країн, серед них 925 громадян країн Євросоюзу та 55 громадян України.

## Сусідні муніципалітети
- Колонна
- Гроттаферрата
- Фраскаті
- Монте-Порціо-Катоне
- Рокка-ді-Папа
- Рокка-Пріора
- Рим
- Сан-Чезарео
- Цагароло